# Tickersymbol

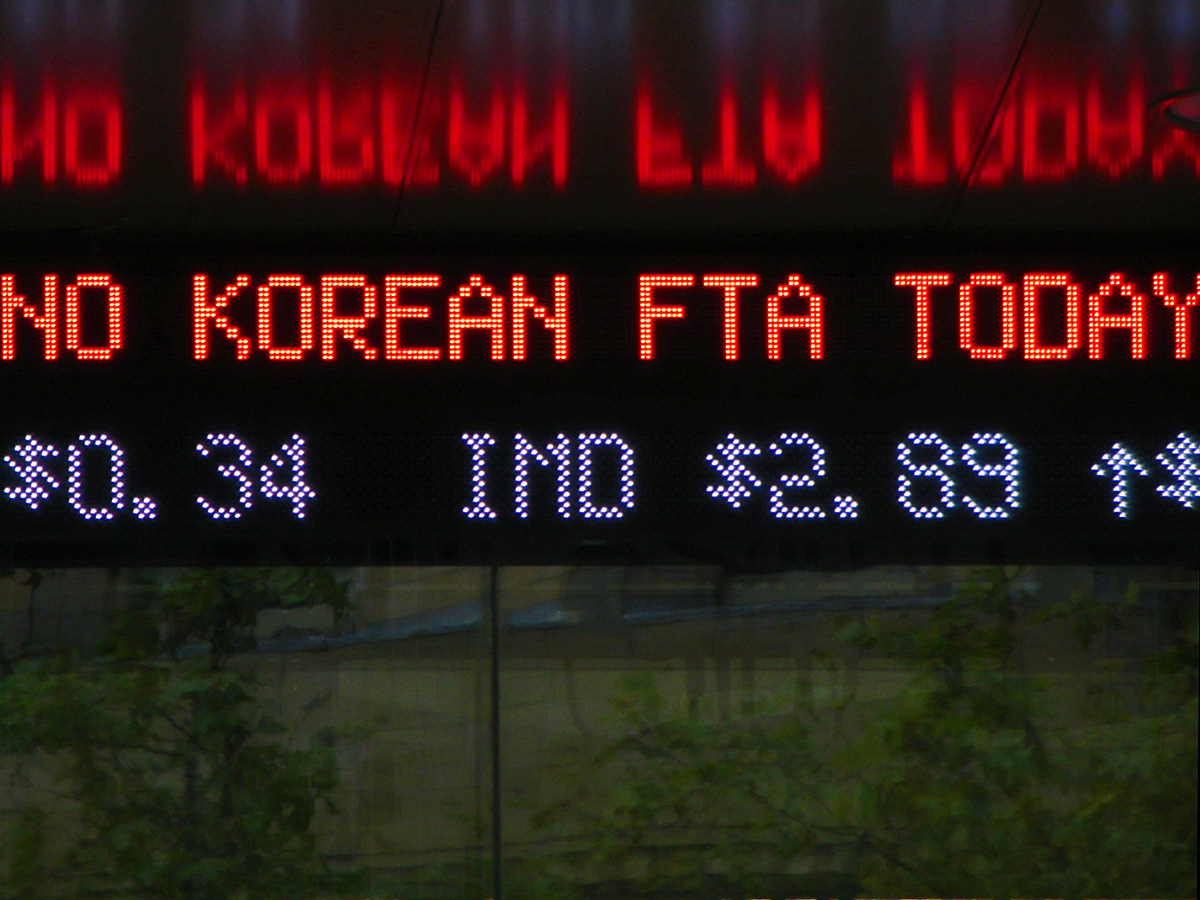
Tickersymbol IMD für Imdex Ltd. an der Australian Securities Exchange (ASX)

Ein Tickersymbol ist meistens eine Abkürzung als Bezeichnung eines börsennotierten Unternehmens.
Dieses Symbol besteht aus einer Buchstabenkombination von 1–6 Zahlen und Buchstaben, je nach Art der Börse. Das Tickersymbol wird vom Unternehmen ausgewählt und repräsentiert im Nachrichtenticker einer Nachrichtenmeldung das jeweilige Unternehmen. Mit der stark verkürzten Bezeichnung können Kurse im Nachrichtenticker deutlich schneller angezeigt werden: „QYM“ anstatt „Sociedad Quimica y Minera de Chile SA“.
Für die Firma Ford ist beispielsweise der Buchstabe F reserviert. Grundsätzlich repräsentieren alle Kürzel mit 1–3 Buchstaben die NYSE, während jene mit vier Buchstaben an der NASDAQ notiert sind. An deutschen Börsen gibt es Buchstaben- und Zahlenkombinationen aus drei bis vier Zeichen, z. B. „VAR1“ für Varta, „FIE“ für Fielmann oder „3A2“ für AVZ Minerals. Die südkoreanische Börse nutzt eine Zeichenkette aus 6 Ziffern, z. B. „051910“ für das Unternehmen LG Chem.

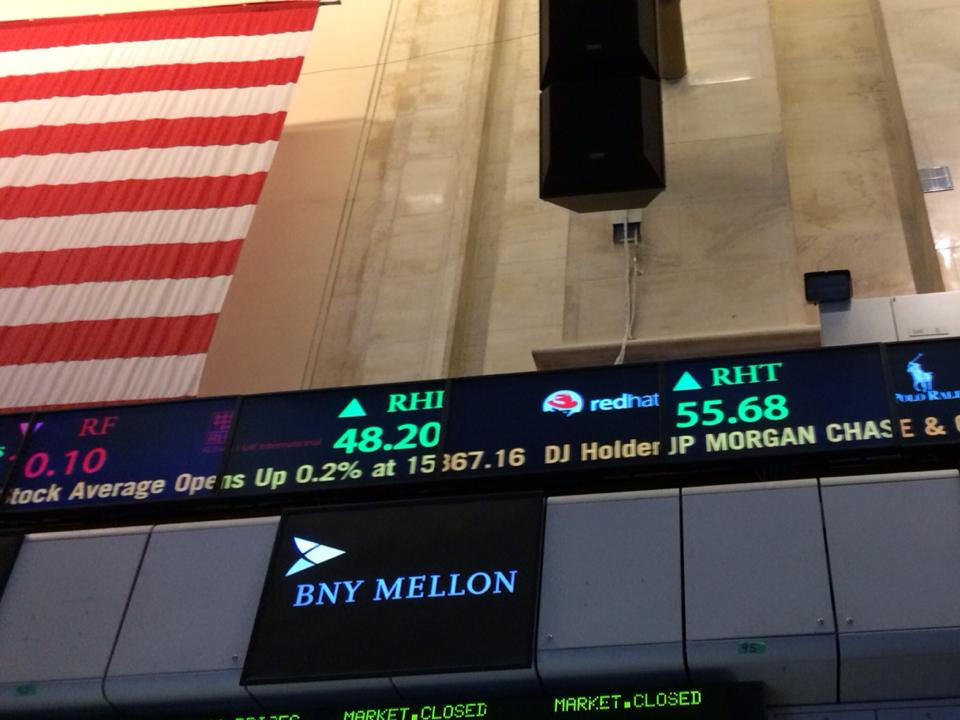
Tickersymbol RHT für Red Hat Inc. an der New York Stock Exchange.

In Deutschland kann auch die 6-stellige Wertpapierkennnummer (WKN) oder ab dem Jahr 2000 die zwölfstellige Internationale Wertpapierkennnummer (ISIN) verwendet werden.

Frühes „Stock-Board“ mit Tickersymbolen (z. B. GE für General Electric) und die aktuellen Kurse dazu